# ريبيكا روش (رياضية)
ريبيكا روش هي (بالإنجليزية: Rebecca Rusch)‏ هي رياضية أمريكية محترفة في مجال التحمل، وبطلة العالم سبع مرات، ومؤلفة، ورائدة أعمال، وحائزة على جائزة إيمي، ومتحدثة تحفيزية. امتدت مسيرة روش المهنية إلى رياضات عنيفة بما في ذلك تسلق الصخور وسباقات المغامرات والتجديف النهري والتزلج الريفي على الثلج وركوب الدراجات الجبلية.
رشحت روش إلى قاعة مشاهير الدراجات الجبلية في عام 2019 إضيفت إلى الفئة الافتتاحية لقاعة مشاهير قاعة الحصى للدراجات في عام 2022، وتمتلك سبعة ألقاب في بطولة العالم في تخصصات رياضية متعددة. كانت روش عضوًا في فريق تجمع المياه البيضاء الوطني الأمريكي بالإضافة إلى العديد من فرق سباقات المغامرات الدولية، حيث شاركت في سلسلة التحدي البيئي (1997–2002)، والسعي البدائي (2002–2006) وغارة جولواز (2000، 2002، 2003). منذ عام 2013، استضافت سباق دراجات مرصوف بالحصى في ولاية أيداهو لجمع الأموال للأعمال الخيرية.

## الحياة الشخصية
ولدت روش في 25 أغسطس 1968 في أغواديلا، بورتوريكو لستيفن روش وجودي توملينسون روش. كان والدها طائر وسقط، وهو طيار من طراز F-4 في القوات الجوية الأمريكية، أثناء القتال في حرب فيتنام عام 1972 عندما كان عمر ريبيكا 3 سنوات. لديها أخت أكبر، اللواء شارون بانيستر من القوات الجوية الأمريكية. التحقت روش بالكلية في جامعة إلينوي في إربانا-شامبين حيث درست تسويق الأعمال. في سبتمبر 2014، تزوجت روش من جريج مارتن، وهو رجل إطفاء مهندس في إدارة الإطفاء في كيتشوم وسائق دراجات جبلية بارع ورجل في الهواء الطلق. وهم يعيشون في كيتشوم، أيداهو.

## حياة مهنية

### إنتاج الحدث والنشاط
صنفت كأحد أفضل 5 أحداث حصوية من قبل شبكة الدراجات العالمية وواحدة من أفضل 25 رحلة بالدراجة في العالم من قبل مجلة الخارج، نظمت ريبيكا أيداهو في نهاية كل أسبوع من أيام عيد العمال منذ عام 2013 في مسقط رأس روش والمناطق النائية المحيطة بأيداهو. أيداهو صممت بواسطة روش، وأنتجت بالشراكة مع رعاتها، وتستفيد طاحونة الحصى والسباق المسرحي والمهرجان الخارجي من الجمعيات الخيرية المحلية والوطنية والعالمية: تحالف مسارات نهر الخشب؛ فرع أيداهو من الرابطة الوطنية لركوب الدراجات بين المدارس؛ الناس من أجل الدراجات والإغاثة العالمية للدراجات. لقد نجحت ريبيكا ، جنبًا إلى جنب مع عيادات ومعسكرات ركوب الدراجات الأخرى والجولات المصحوبة بمرشدين بتنسيق وقيادة روش (بما في ذلك أكاديمية روش)، بالإضافة إلى مغامرات مثل ركوب الدراجات في الجبال أعلى وأسفل جبل كليمنجارو، في جمع أكثر من 500 ألف دولار حتى الآن لدعم منظمات غير ربحية مختارة.
أنشأت روش مؤسسة كن جيدًا، وهي مؤسسة غير ربحية بموجب المادة 501 (ج) 3، تكريمًا لوالدها النقيب ستيفن أ. روش، الذي وقع رسائله إلى الوطن من فيتنام باستخدام هاتين الكلمتين. وتتمثل مهمتها في إثراء المجتمعات باستخدام الدراجة كمحفز للشفاء والتمكين والتطور وخلق فرص للاستكشاف في الهواء الطلق والاكتشاف الشخصي والخدمة الإنسانية. وتشمل الأولويات إزالة الذخائر غير المنفجرة، في جميع أنحاء لاوس؛ وحماية الأراضي العامة للترفيه؛ والشراكة مع المنظمات غير الربحية الأخرى ذات الصلة بركوب الدراجات لتمويل التغيير المؤثر. دخلت روش في شراكة مع المجموعة الاستشارية للمناجم (MAG) وشركة المجوهرات لدعم جهود التخفيف من آثار الذخائر غير المنفجرة.

### المؤلف: روش إلى المجد
كتاب "روش إلى المجد: المغامرة والمخاطرة والانتصار على الطريق الأقل سفرًا"، الذي نشرته في أغسطس 2014 بواسطة فيلوبريس وكتبته روش مع سيلين ييغر، تسرد رحلتها من عداءة مبتدئة في مدرسة ثانوية في الضواحي عبر البلاد إلى بطلة العالم في رياضة التحمل، وجميع المغامرات بينهما. تدور أحداث الكتاب والفيلم في أماكن غريبة وظروف قاسية أدت إلى تكوين رياضي غير عادي من جذور عادية - الرحلات عبر بورنيو، وتسلق الجبال في باتاغونيا، والإبحار في أنهار فيتنام، وسباق الدراجات عبر جبال الأنديز، أدت جولات روش إلى مهنة ناجحة في سباقات المغامرات الفائقة. ولكن عندما انقطعت كاميرات التلفزيون وتبعتها أموال الرعاية، استمرت قصة روش. 
"في سن 38 عامًا، واجهت روش قرارًا صعبًا: التقاعد أو إعادة اكتشاف نفسها مرة أخرى. عاقدة العزم على تحقيق النجاح، حولت تركيزها إلى سباقات التحمل للدراجات الجبلية ودخلت مباشرة في كتب الأرقام القياسية في وقت يبتعد فيه معظم الرياضيين. "إلى المجد هي أكثر من مجرد قصة ملحمية للمغامرة؛ إنها شهادة على مكافآت العمل الجاد والتصميم والمرونة على الطريق الطويل نحو الانتصار الشخصي والمهني."

### الخطابة والإعلام
تعد روش متحدثة عامة متكررة في قضايا الرياضة. في عام 2016، تحدثت روش في حدث تيد إكس صن فالي في 30 نوفمبر 2016.

تمت دعوة الجنرال شارون بانيستر ليكون متحدثًا رئيسيًا مشاركًا في واشنطن العاصمة من قبل الصندوق التذكاري لقدامى المحاربين في فيتنام، المخصص لتذكر أولئك الذين خدموا في القوات المسلحة الأمريكية في فيتنام والحفاظ على في النصب التذكاري لقدامى المحاربين في فيتنام. اعتبرته روش ظ
"أهم خطاب في حياتنا، حيث نشارك قصصنا الموازية حول العثور على أبي والحفاظ على ذكراه وتأثيره حيًا. ومن خلال فقدان أحد أفراد الأسرة، اكتسبنا الآلاف من أفراد الأسرة الجدد الذين تأثروا أيضًا خسارة."
قامت قناة خارج التلفزيون ببث مسلسل وثائقي من ثلاثة أجزاء يتبع روش وزميلها المستكشف ستيف فاسبيندر على مدار 6 أيام من ركوب الدراجات الجبلية وتسلق الصخور والتجديف بقوارب الكانيون والتجديف في آثار آذان الدببة والدرج الكبير إسكالانتي الوطنية في ولاية يوتا بهدف تعزيز الحفاظ على التراث الثقافي والأراضي العامة. استحوذت خارج التلفزيون أيضًا على إيديتارود تريل بدعوة حيث أكملت روش، في محاولتها الأولى للسباق، مسافة 350 ميلًا كأول امرأة تنهي مشروع ركوب الدراجات البرية المدعوم ذاتيًا عبر برية ألاسكا في درجات حرارة تحت الصفر.

يقول رول، وهو مؤلف ورياضي للغاية، 
"إن إنجازات ريبيكا تفوق الإعجاب. لكن محادثتنا تتجاوز أداء النخبة لاستكشاف أشياء مثل الفضول. وثراء المغامرة. وتغذية الروح. والنمو الشخصي المستمر. وإعادة تعريف العمر. والمساهمة في تحقيق الصالح العام". ... والعطاء. الأهم من ذلك كله، أن هذا يتعلق بما يمكن استخلاصه من خلال الميل إلى المجهول. والعيش خارج منطقة الراحة. وآمل أن يترك المستمعين يعيدون تقييم الحدود الشخصية. ويلهمهم للعيش بشكل أكثر ميلاً إلى المغامرة ".

### الفائزة بجائزة إيمي: طريق الدم
في عام 2015، أصبحت روش أول شخص من يقوم بالدواسة على طول مسار هوشي منه البالغ طوله 1800 كيلومتر (1200 ميل) عبر فيتنام ولاوس وكمبوديا، (طريق الدم)، وفقًا للمخرج نيكولاس شرنك، 
"شرعنا في توثيق رحلة ملحمية لركوب الدراجات بالإضافة إلى رحلة ريبيكا الشخصية لزيارة موقع تحطم والدها، ولكن انتهى بنا الأمر إلى اكتشاف شيء أعمق من ذلك بكثير. إنها قصة عن الندوب الجسدية والعاطفية على حد سواء، التي تتركها الحرب على العائلات والبلدان والثقافات، وكيف أنها لا تزال موجودة حتى اليوم". 
حصل الفيلم على جائزة "أفضل ما في المهرجان" وجوائز الجمهور المفضلة في مهرجان بانف ماونتن السينمائي، ومهرجان بنتونفيل السينمائي، ومهرجان بريك السينمائي، ومهرجان صن فالي السينمائي، حيث عرض لأول مرة في عام 2017. رشح لجائزة إيمي الرياضية وجائزتي الأخبار والأفلام الوثائقية.قد فاز الفيلم بجائزة التصميم الجرافيكي المتميز والإخراج الفني في عام 2017.

## الأوسمة والجوائز المهنية
1. أنتخبت للفئة الافتتاحية لقاعة مشاهير ركوب الدراجات الحصى (2022)[16]
2. أنتخبت في قاعة مشاهير الدراجات الجبلية (2019)[17]
3. مجلة الخارج أفضل 40 امرأة أحدثن التأثير الأكبر (2017)[18]
4. مجلة الرجال 25 امرأة الأكثر مغامرة في الـ 25 سنة الماضية (2017)[19]
5. جائزة أفضل لاعبة في تريل بليزر، متحف الرياضة النسائية (2017)[20]
6. أكتيف.كوم[21]
7. رقم 19 من بين أفضل 50 رياضيًا في العالم (2015)
8. Active.com رقم 32 من أفضل 50 رياضيًا في العالم (2013)
9. جائزة راكب الدراجة النارية الجبلية لهذا العام، جوائز التحمل الحية (2010)[22][23]
10. فريق سباقات المغامرات الرياضية المصورة لهذا العام (2003)
11. مجلة الخارج أفضل 20 لاعبة رياضية لهذا العام (2003)
12. مجلة المغامرة الرياضية "ملكة الألم" (2004)

### سباقات الدراجات الفردية
1. إيديتارود تريل إنفيتيشنال 350، المرأة الأولى (2019، 2021)
2. إيديتارود تريل إنفيتيشنال 350، أول دعم ذاتي (2021)
3. كانزا 350، المرأة الأولى (2018)[24] (تمت إعادة تسمية الحدث في عام 2020 إلى الحصى غير المنضم)[25]
4. كانزا المتسخه 100، المرأة الأولى (2017)، الأولى بشكل عام (2016)
5. سموك آند فاير 400، صاحبة الرقم القياسي للسيدات (2015)
6. جاي بي في مطاردة الدهون في الفناء الخلفي لمسافة 200 كيلو، المرأة الأولى (2015)
7. سباق المرحلة عبر جبال الأنديز لتحدي MTB 300 كيلو، المرأة الأولى (2014)
8. كانزا200، المرأة الأولى (2012، 2013، 2014)
9. ليدفيل 100، الفائزة وحاملة الرقم القياسي للسيدات (2009، 2010، 2011، 2012)
10. 24 ساعة موآب، سباق MTB الفردي، الثاني (2007)

### سباق مغامرات جبل إكس جيمز، الفريق النسائي الأول (2007)
1. 24 ساعة موآب، فريق السيدات الأول (2005)
2. البطولات الولائية والوطنية
3. البطلة الوطنية للسرعة الواحدة XC (2011، 2013)
4. البطلة الوطنية للسرعة الفردية: صن فالي (2011)
5. البطلة الوطنية لفريق MTB على مدار 24 ساعة (2008، 2009، 2011)
6. بطلة ولاية أيداهو سيكلوكروس (2009)
7. بطلة ولاية أيداهو للمضمار القصير (2008، 2009)
8. الفائزة بسلسلة التحمل الفائق لركوب الدراجات في الولايات المتحدة الأمريكية (2006، 2007، 2009)
9. بطولة الولايات المتحدة الأمريكية لسباق الماراثون، الدورة الرابعة (2008)
10. البطولة الوطنية للدراجات الجبلية الفردية لمدة 24 ساعة، الثانية (2007)
11. البطلة الوطنية لسباق MTB الفردي لمدة 24 ساعة (2006)
12. البطلة الوطنية للتوجيه لمدة 24 ساعة (2006)
13. فريق البطلة الوطنية للتجديف في وايت ووتر (2001، 2002)

### السباقات والبطولات العالمية
1. بطلة العالم لسباق دراجات الحصى (2015)
2. بطلة العالم للماسترز XC للدراجات (2010)
3. بطلة العالم للدراجات الجبلية المنفردة 3 مرات (2007، 2008، 2009)
4. بطلة العالم في التزلج الريفي على الثلج (2008)
5. سباقات البعثة البدائية (2002-2006)
6. سباقات التحدي البيئي والمغامرة (1997-2002)
7. سباقات ريد جولواز إكسبيديشن (2000، 2002، 2003)
8. بطولة العالم لسباقات رائد الغالوا المغامرة، الأولى (2003)